# المسرح في فرنسا

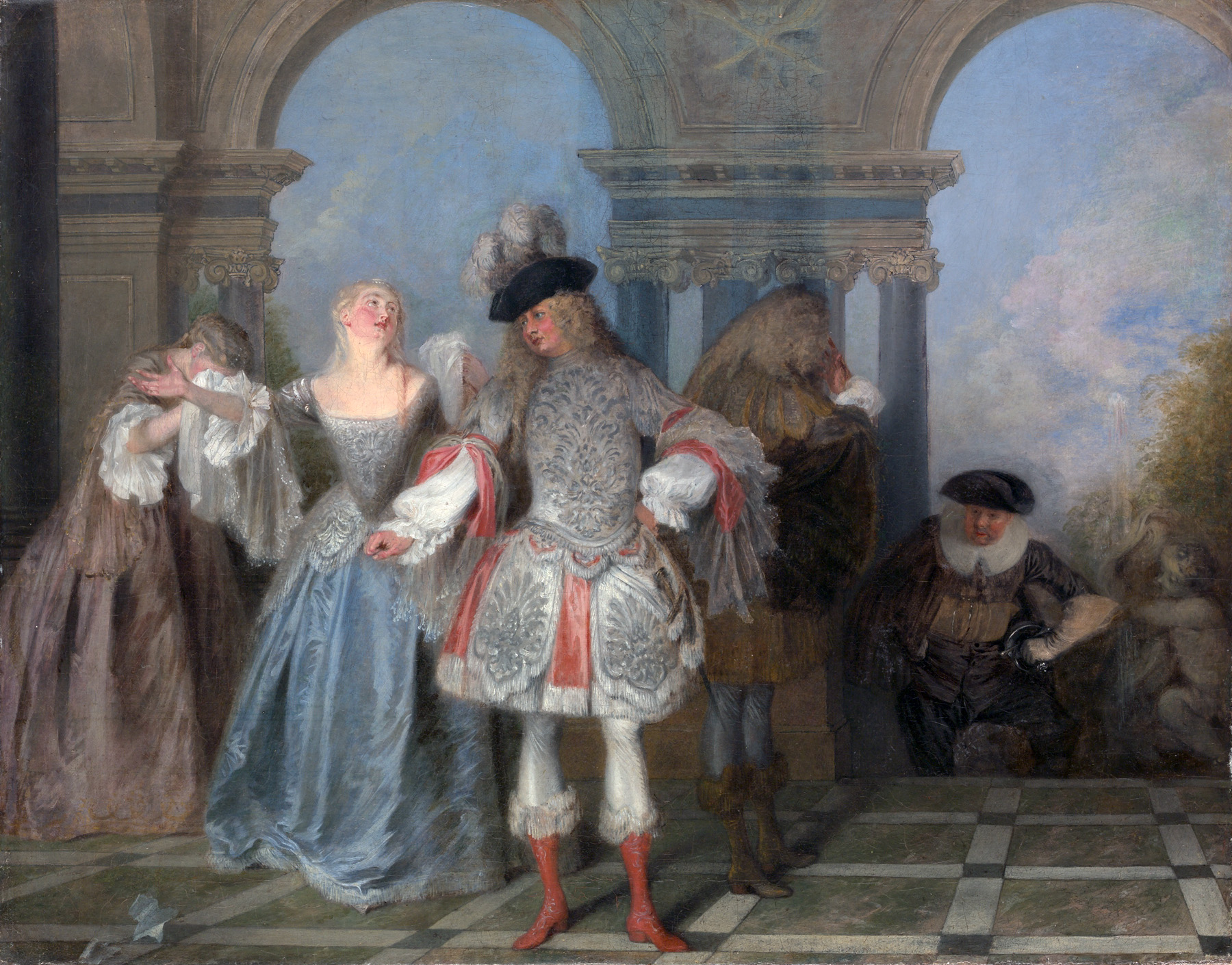

تستعرض هذه المقالة نظرة عامة حول المسرح في فرنسا.

## نبذة تاريخية

### المسرح الفرنسي العلماني
لا تزال المناقشات حول أصول المسرح غير الديني -سواء الدراما أو المهزلة- مثيرة للجدل، ولكن فكرة التقاليد الشعبية المستمرة النابعة من الكوميديا اللاتينية والمأساة حتى القرن التاسع تبدو غير محتملة.
يرجع معظم المؤرخين أصل دراما القرون الوسطى إلى حوارات الكنيسة المضاءة و«الاستعارات الليتورجية». في البداية، كانت الطقوس مجرد مسرحيات، لا سيما في الطقوس المرتبطة بعيد الميلاد والفصح. نُقلت المسرحيات في نهاية المطاف من كنيسة الدير إلى دار الفصل أو قاعة الكتيبة وأخيراً إلى الهواء الطلق. في القرن الثاني عشر تجد أن أقدم المقاطع البالية باللغة الفرنسية تبدو وكأنها بعيدة عن الدراما الليتورجية باللغة اللاتينية، مثل مسرحية القديس نقولا (قديس الباتونية للطلاب) ومسرحية القديس إسطفانوس.
مسرحيات درامية باللغة الفرنسية من القرنين الثاني عشر والثالث عشر:
- لو جو آدم (1150-1160) - مكتوب في مقاطع مثمّنة مع اتجاهات المرحلة اللاتينية (بما يعني أنه كان هناك رجال دين ناطقون باللغة اللاتينية كتبوه لعامة الناس).
- لعبة القديس نيكولاس، جان بودل، مكتوبة في مقاطع مثمنة.
- معجزة تيوفيل-روتبيوف (نحو عام 1265).

لا تزال أصول المهزلة والمسرح الهزلي مثيرة للجدل بالقدر نفسه. يعتقد بعض المؤرخين الأدبيين في الأصل غير الليتورجي لها (بين «اليونغلور» أو في المهرجانات الوثنية والشعبية)، ويرى البعض الآخر تأثير الدراما الليتورجية (تتضمن بعض الأعمال الدرامية المذكورة أعلاه متواليات هزلية) وقراءات رهبانية لبلوتوس وكوميديا المسرح الهزلي اللاتيني.
المسرحيات غير الدرامية من القرنين الثاني عشر والثالث عشر:
- حكاية هيربيري-روتبيوف
- كورتوا داراس (نحو عام 1228)
- لعبة الورق (1275) - آدم دي لا هاله
- لعبة روبن وماريون (باستوريل) (1288) - آدم دي لا هاله
- لعبة الحاج (1288)
- الولد والمكفوفين (1266-1282) - أقدم مهزلة فرنسية باقية
- أوكاسين ونيكوليت -مزيج من المقاطع النثرية والغنائية

قائمة المسرحيات المختارة من القرنين الرابع عشر والخامس عشر:
- مهزلة مايتر تروبرت ودانترونجنارد - يوستاش ديشامب
- حكاية المكاتب الأربعة لنزل الملك -يوستاش ديشامب
- معجزات نوتردام
- حسن الحكمة وسوء الحكمة (الأخلاق) (1439)
- مهزلة السيد بيير باثيلين (1464–1469). كان لهذه المسرحية تأثير كبير على رابليه في القرن السادس عشر
- لو فرانك آرتشر دي بانوليه (1468–1473)
- الأخلاق (1486) - هنري بود
- الرجل الخاطئ (الأخلاق) (1494)
- مهزلة ضريبة القيمة المضافة
- حشوة الفطيرة والفطيرة الجديدة

في القرن الخامس عشر، جرى تنظيم التمثيل العام للمسرحيات والتحكم فيه من قبل عدد من النقابات المهنية وشبه المهنية:
- رجال دين من الباسوش (باريس) - مسرحيات أخلاقية
- أطفال بلا قلق (باريس)-مهزلة وتفاهات
- المتسكعون (روان)
- إخوان العاطفة (باريس) - مسرحيات غامضة

أنواع المسرحيات في العصور الوسطى في فرنسا:
- مهزلة - هجاء واقعي، فكاهي، وحتى هجاء فظ من أوجه القصور البشرية
- سوتي - عموماً محادثة بين الأغبياء («الكوتس»)، مليئة بالكلمات وسوء الفهم
- باستوريل -مسرحية ذات بيئة رعوية
- قابل للتغيير - شكل شعر ونثر مختلط موجود فقط في «أوكاسين ونيكوليت»
- مسرحية غامضة - تصوير الأسرار المسيحية أو حياة القديس
- مسرحية الأخلاق
- مسرحية المعجزة
- لعبة العاطفة
- خطبة سعيدة-خطبة هزلية

### مسرح عصر النهضة
اتبعَ المسرح الفرنسي في القرن السادس عشر أنماط التطور نفسها التي اتبعتها الأنواع الأدبية الأخرى من تلك الفترة. على مدى العقود الأولى من القرن، ظل المسرح العام مرتبطاً إلى حد كبير بتراث العصور الوسطى الطويل من مسرحيات الغموض، والمسرحيات الأخلاقية، والمهزلة، والخداع، على الرغم من أن مسرحية المعجزة لم تعد رائجة.
كان نظام النقابة يسيطر بشدة على العروض العامة. وكانت لدى نقابة «مؤتمر العاطفة» حقوق حصرية في الإنتاج المسرحي للمسرحيات الغامضة في باريس؛ وفي عام 1548، أجبر الخوف من العنف أو التجديف الناجم عن تزايد الشغب الديني في فرنسا برلمان باريس على حظر أداء الألغاز في العاصمة، رغم استمرار أدائها في أماكن أخرى. كانت هناك نقابة أخرى، هي «أطفال بلا قلق» كانت مسؤولة عن المهزلة والخداع، كما كان هناك «رجال دين من الباسوش» الذين كانوا يؤدون أيضاً مسرحية في الأخلاق.
وعلى غرار «مؤتمر العاطفة»، خضع «الباسوش» للتدقيق السياسي (كان لا بد من ترخيص المسرحيات من قبل مجلس المراجعة؛ لم يُسمح باستخدام الأقنعة أو الشخصيات التي تصور أشخاصاً أحياء)، وتم قمعها أخيراً في عام 1582.
وبحلول نهاية القرن، لم يبق سوى «مؤتمر العاطفة» بسيطرة حصرية على العروض المسرحية العامة في باريس، وقاموا بتأجير مسرحهم في فندق بورجوندي للفرق المسرحية مقابل ثمن باهظ. وفي عام 1597، تخلوا عن هذا الامتياز.
إلى جانب العديد من كتّاب هذه الأعمال التقليدية (مثل كتّاب المهزلة بيير غرينغور، ونيكولا دي لا شيسناي، وأندريه دي لا فيني)، كتب مارغريت دي نافاريه أيضاً عدداً من المسرحيات القريبة من اللعب الغامض والأخلاقي التقليديين.
في وقت مبكر من عام 1503، كانت إصدارات اللغات الأصلية من سوفوكليس، سينيكا، يوريبيدس، أريستوفانيس، تيرينس وبلوتوس متاحة في أوروبا، وشهدت السنوات الأربعين التالية قيام الإنسانيين والشعراء بترجمة هذه الكلاسيكيات وتكييفها. وفي أربعينيات القرن الخامس عشر، أصبحت بيئة الجامعة الفرنسية (وخاصة -من عام 1553 فصاعدًا- الكليات اليسوعية) تستضيف مسرحًا لاتينيًا جديدًا (باللاتينية) كتبه أساتذة مثل جورج بوكانان ومارك أنطوان موريه ما ترك بصمة عميقة على  أعضاء الثريا. من عام 1550 فصاعدًا، يجد المرء مسرحاً إنسانياً مكتوباً بالفرنسية. قدمت شخصيات بارزة مثل كاثرين دي ميديشي الدعم المالي للعديد من المسرحيات الإنسانية. في عام 1554، على سبيل المثال، طلبت ترجمة السوفونيسبا للكاتب جيان جورجيو تريسينو، والتي كانت أول مأساة باللغة الفرنسية.
كان تأثير سينيكا قوياً بشكل خاص في المأساة الإنسانية. فقد أدت مسرحياته إلى العديد من المآسي الإنسانية والتركيز على الخطاب واللغة للعمل الدرامي.
اتخذت المأساة الإنسانية اتجاهين مختلفين:
- مأساة الكتاب المقدس: مؤامرات مأخوذة من الكتاب المقدس - على الرغم من قربها من مسرحيات الغموض في العصور الوسطى، عادت المأساة الإنجيلية الإنسانية تصور الشخصيات الكتابية على طول الخطوط الكلاسيكية، وقمعت كلًا من العناصر الهزلية ووجود الله على المسرح. غالبًا ما كانت المؤامرات تتشابه بشكل واضح مع الأمور السياسية والدينية المعاصرة ويجد المرء كلاً من الكتاب المسرحيين البروتستانت والكاثوليك.
- المأساة القديمة: المؤامرات المأخوذة من الأساطير أو التاريخ - غالبًا ما كانت لها أوجه تشابه واضحة مع الأمور السياسية والدينية المعاصرة. في ذروة الحروب الأهلية (1570-1580)، ظهرت فئة ثالثة من مسرح المقاتلين وهي المأساة المعاصرة: مؤامرات مأخوذة من الأحداث الأخيرة.

إلى جانب عملهم كمترجمين ومحررين للمسرحيات، حقق الإنسانيون أيضاً في النظريات الكلاسيكية للهيكل الدرامي والحبكة والتوصيف.  جرت ترجمة هوراس في أربعينيات القرن الخامس عشر، لكنها كانت متاحة في جميع أنحاء العصور الوسطى. ظهرت نسخة كاملة من شاعرية أرسطو في وقت لاحق (لأول مرة في عام 1570 في نسخة إيطالية)، ولكن أفكاره قد جرى تداولها في وقت مبكر من القرن الثالث عشر في هيرمان - الترجمة الألمانية اللاتينية لمعجم ابن رشد، وغيرها.
ظهرت الترجمات الشعرية في النصف الأول من القرن السادس عشر. كانت من الأهمية بمكان أيضًا التعليقات على شعرية أرسطو التي كتبها يوليوس سكاليجر والتي ظهرت في ستينيات القرن الخامس عشر.  كان النحاة في القرن الرابع ديوميديس وأيليوس دوناتوس أيضًا مصدرًا للنظرية الكلاسيكية.
لعب الإيطاليون في القرن السادس عشر دورًا مركزيًا في نشر وتفسير النظرية الدرامية الكلاسيكية، وكان لأعمالهم تأثير كبير على المسرح الفرنسي. كان فن الشعر القائم على أرسطو (1570) للودوفيكو كاستلفيترو أحد أوائل التصريحات للوحدات الثلاث. من شأن هذا العمل أن يخبرنا عن فن التراجيديا لـ جان دي لا تيل.(1572)
أثّر المسرح الإيطالي (مثل مأساة جيان جورجيو تريسينو) والمناقشات حول اللياقة (مثل تلك التي أثارتها مسرحية سبيروني سبيروني كاناس وجيوفاني باتيستا جيرالدي أوربيك) أيضًا على التقاليد الفرنسية.
وبروح التقليد نفسها -والمحاكاة- للمصادر الكلاسيكية التي فاقت التراكيب الشعرية لـ الثريا، أوصى الكتاب الإنسانيون الفرنسيون بأن تكون المأساة في خمسة أفعال وأن تكون لها ثلاث شخصيات رئيسية من رتبة نبيلة؛ يجب أن تبدأ المسرحية في منتصف الحدث (في شبكة وسائل الإعلام)، ويجب استخدام لغة نبيلة وعدم إظهار مشاهد الرعب على المسرح. حاول بعض الكتاب (مثل لازاروس دو بايف وتوماس سيبيليت) ربط تقليد العصور الوسطى للمسرحيات الأخلاقية والمسرحيات بالمسرح الكلاسيكي، لكن جواكيم دو بيلاي رفض هذا الادعاء ورفع المأساة الكلاسيكية والكوميديا إلى مرتبة أعلى. كان التأسيس الأكثر صعوبة للمنظرين دمج فكرة أرسطو عن «التنفيس» أو تطهير العواطف بمسرح عصر النهضة، والتي ظلت مرتبطة ارتباطًا وثيقًا بكل من إرضاء الجمهور والهدف الخطابي لإظهار الأمثلة الأخلاقية (النموذج).
تتميز مسرحية إتيان جوديال الأسيرة كليوباتر (1553) -التي تروي المخاوف والشكوك الحماسية لدى كليوباترا وهي تفكر في الانتحار- بكونها أول مسرحية فرنسية أصلية تتبع تعاليم هوراس الكلاسيكية حول الهيكل (المسرحية في خمسة أفعال وتحترم إلى حد ما  وحدات الزمان والمكان والعمل) وهي قريبة جدًا من النموذج القديم: يتم تقديم المقدمة بواسطة الظل، وهناك جوقة كلاسيكية تعلق على الإجراء وتتحدث مباشرة إلى الشخصيات، وتُوصف النهاية المأساوية بواسطة راوٍ.
كانت ترجمة ميلين دي سان جيليه لكتاب جيان جورجيو تريسينو ال سوفونيسبا أول مأساة حديثة منتظمة تستند إلى النماذج القديمة التي تحكي قصة انتحار سوفونيسبا النبيلة (بدلًا من أن تؤخذ أسيرة روما)، وقد حققت نجاحاً هائلاً عندما أجريت في عام 1556.